# 奧平昌能
奧平昌能（日语：／ Okudaira Masayoshi，1633年8月25日—1672年8月24日）是日本江戶時代前期的譜代大名，為下野宇都宮藩第2任藩主，其後成為出羽山形藩奧平氏首任藩主。昌能是中津藩奧平家的第3代。

## 生涯
昌能是奧平忠昌的長子，德川家康的玄孫。寛永17年10月28日（1640年12月11日），昌能與父親忠昌一同拜見將軍德川家光。正保3年11月9日（1646年12月15日），昌能元服後在翌年12月12日（1648年1月6日），與榊原忠次一同成為年幼的德川家綱的傅役。昌能在年少時已受惠於立下功蹟的曾祖父奧平信昌和大叔父松平忠明，作為譜代大名，但是地位卻與將軍家的御連枝無異。
寛文8年（1668年）忠昌死去。由昌能繼承家督之位。
同年的3月2日（1668年4月13日），在城下的菩提寺興禪寺舉行忠昌的法事之際，重臣間因私怨演變成拔刀砍傷對方，是為宇都宮興禪寺刃傷事件，在事件中昌能偏袒其中一方，並未有對雙方作出同等的懲罰。其後，「追腹一件」一事發生，當時日本禁止殉死，因此引起軒然大波，最終昌能受到處分，在8月從宇都宮藩被減封兩萬石至出羽山形藩。然而，由於昌能有與御連枝同等的地方，而且是將軍家綱的傅役，以相對較輕的懲罰了事。
然而，對於藩未有對兩邊作出同等的懲罰，家臣之間的不滿亦逐漸爆發，不少家臣紛紛離去。更甚的是，他們最終將不滿化作行動，導致淨瑠璃坂復仇事件爆發。
寛文12年閏6月25日（1672年8月17日），昌能的長女和長子千福丸均先後去世，陷入繼承危機。正好昌能的妹婿肥前福江藩主五島盛勝計劃讓次子5歲的小次郎繼承可能會絕後的家門，翌月7月1日（8月23日），由家臣島田出雲守向老中申請由昌能領養小次郎，由於符合晚期養子的條件，即日便得到答允。翌日，昌能去世，享年40歲。5歲的小次郎則入贅奧平家與昌能的三女9歲的菊姫結婚，並且繼承家督之位，即後來的奧平昌章。

## 性格
昌能為人粗暴，背後被人稱為「荒大膳」。在追腹一件中殉死的杉浦右衛門兵衛雖然知道殉死是被禁止的，但在昌能催促下才決定殉死。在興禪寺事件中，由於昌能的裁決有欠公允，導致超過40名家臣離他而去。
昌能在尚未繼承家督前，已經為人粗暴。有次，昌能在田川垂釣，發現河水比平時混濁，完全沒有魚上釣。昌能命家臣前往上流調查，發現有數名山伏在河裏沐浴修行，昌能對此相當憤怒，並且處死其中兩名山伏。被處死山伏的9名弟子對此十分不滿，計劃向江戶幕府告狀，然而在他們行動之前，昌能便已經將他們全部處死。

## 外部連結
- （日語）浄瑠璃坂仇討